# 麥基號驅逐艦 (DD-87)
麥基號驅逐艦（舷號DD-87）是一艘美國海軍建造的驅逐艦，為維克斯級驅逐艦的13號艦。她是美軍第二艘以麥基為名的軍艦，以紀念在辛未洋擾中於江華島陣亡的海軍軍官休·麥基（Hugh McKee）。
麥基號在1917年於聯合鋼鐵廠開始建造，在1918年下水服役。接著麥基號派往大西洋海域護航商船。戰後麥基號留在大西洋執勤，在1922年退役，並長期封存。1936年麥基號除籍，並出售拆解。